# Silhouettella loricatula
Espèce
Synonymes
- Oonops loricatus Simon, 1873 nec L. Koch, 1873
- Dysderina loricatula Roewer, 1942

Silhouettella loricatula est une espèce d'araignées aranéomorphes de la famille des Oonopidae.

## Distribution
Cette espèce se rencontre en Europe, en Afrique du Nord, au Proche-Orient et en Asie centrale.

## Publications originales
- Roewer, 1942 : Katalog der Araneae von 1758 bis 1940. Bremen, vol. 1, p. 1-1040.
- Simon, 1873 : Aranéides nouveaux ou peu connus du midi de l'Europe. (2e mémoire). Mémoires de la Société Royale des Sciences de Liège, vol. 2, no 5, p. 187-351 ou publié séparément p. 1-174.